# KLHDC3
KLHDC3‏ (Kelch domain containing 3) هوَ بروتين يُشَفر بواسطة جين KLHDC3 في الإنسان.